# Trans Air Benin
Trans Air Benin (code AITA : N4 ; code OACI : TNB) est une ancienne compagnie aérienne béninoise ayant son hub à Cotonou. Fondée en 2000, elle a fait faillite en 2016. Depuis le 26 novembre 2009, elle faisait partie des compagnies aériennes interdites d'exploitation dans l'Union européenne.

## Destinations

### Nationales
- Natitingou,  Bénin
- Parakou[1],  Bénin

### Internationales
- Abidjan,  Côte d'Ivoire
- Bamako,  Mali
- Brazzaville,  République du Congo
- Dakar,  Sénégal
- Lomé,  Togo
- Pointe-Noire,  République du Congo